# هالی فلیکینگر
هالی فلیکینگر (انگلیسی: Hali Flickinger؛ زادهٔ ۷ ژوئیهٔ ۱۹۹۴) شناگر زن اهل ایالات متحده آمریکا است.
وی در مسابقات کشوری و بین‌المللی در مجموع برندهٔ ۳ مدال طلا، ۱ مدال نقره و ۲ مدال برنز شده‌است.